# Winchester Модель 1892
Winchester Модель 1892 була важільною магазинною гвинтівкою, яку розробив Джон Браунінг в якості меншої, легшої версії своєї гвинтівки Модель 1886 і яка замінила важільну гвинтівку Модель 1873 під пістолетний набій, наприклад, .44-40.

## Історія
Коли компанія Winchester замовила у Джона Браунінга покращений важільний затвор для конкурування зі зброєю Marlin, він сказав, що розробить затвор за місяць або той буде безкоштовним. Через два тижні Браунінг вже мав на руках працюючий прототип гвинтівки 1892. Калібри гвинтівки є різними, крім того були і спеціальні набої. Спочатку використовували набої .32-20, .38-40 та .44-40 Winchester центрального запалення, за яким з'явився в 1895 році новий набій .25-20. Кілька гвинтівок Моделі 92 заряджалися набоєм .218 Bee, їх випускали в 1936-1938 роках. Найпопулярнішими стали гвинтівки під набій .44-40, набагато перевищивши продажі гвинтівок під інший набій.
Моделі Winchester 53 (1924) та 65 (1933) були перейменовані на Модель 1892. Адмірал Робер Пірі мав при собі гвинтівку Моделі 1892 під час подорожей на Північний полюс, а військовому міністру Патріку Херлі 13 грудня 1932 року подарували мільйонну гвинтівку. Відомий дослідник Амазонки Персі Фосетт носив Winchester '92 під час своїх експедицій, відомий мисливець на ягуарів Саша Зімель носив короткоствольний карабін Winchester '92 (з прикріпленим багнетом). В Королівських ВМС під час Першої світової війни використовували 21000 цих гвинтівок.
Компанія Winchester випустила 1 007 608 гвинтівок Модель 1892. Велика Депресія сильно вплинула на продажі Winchester 92, а з початку Другої світової Winchester припинила виробництво через перехід на військові рейки. Після війни виробництво не було відновлено. Випуск Моделі 92 відновила в 1970-му році компанія Amadeo Rossi в Бразилії; нещодавно розпочала випуск італійська компанія Chiappa Firearms; в Японії гвинтівку випускали компанії Browning та Winchester. Зброя має сучасну форму, з використання оновлених матеріалів та виробничих технологій. Затвор Моделі 1892 є доволі міцним щоб витримати пістолетні набої високого тиску, такі як .357 Magnum, .44 Magnum та .454 Casull. Незважаючи на розробку під менші набої, затвор з подвійним переднім замиканням Моделі 1892 є міцнішим за затвор Браунінга з заднім замиканням Моделі 1894.

## Сучасні копії

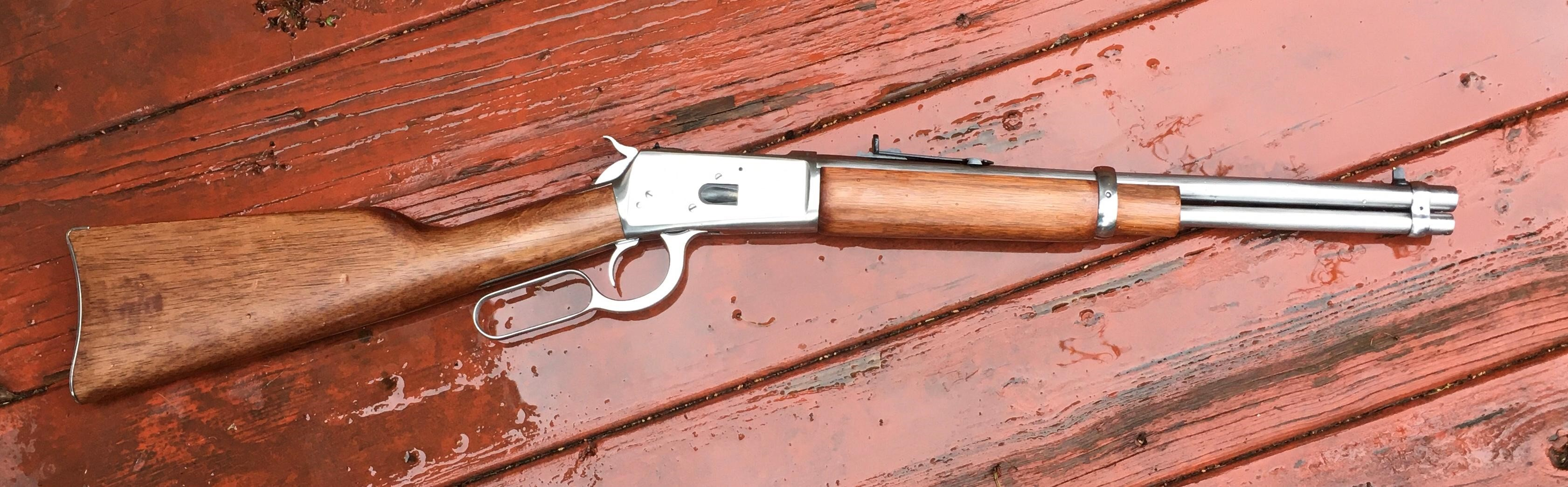
Rossi 92 копія гвинтівки зі стволом довжиною 406 мм під набій .357 Magnum

Іспанська копія Моделі 1892 від компанії Garate, Anitua y Cia з Ейбара під назвою Tigre під набій .44 Largo (.44-40 Win.) має ствол довжиною 22 дюйми, 12-зарядний магазин, військові приціли та сідлове кільце. Багато гвинтівок мають антабки. В період з 1915 по 1937 було випущено 1 034 687 гвинтівок. З 1923 року їх видали багатьом іспанським службам в тому числі й цивільній гвардії. В 1950-х роках карабіни Tigre експортували в країни Південної Америки та в США.
Компанія Winchester припинила виробництво Моделі 1892 в 1941 році; проте, такі виробники зброї як Browning, Chiappa та Rossi продовжили випускати копії. Версії Моделі 1892 продовжили випускати майже безперервно після того як компанія Winchester припинила виробництво.  Вони варіюються за якістю та ціною від посередньої зброї до декорованих презентаційних зразків.
В 1997 році компанія Winchester випустила лімітовану серію Моделі 1892. В листопаді 2006 року Winchester анонсувала ювілейну гвинтівку Модель 1892 Джон Вейн 100 років під набій Win 44-40. З того часу компанія Winchester пропонувала кілька версій Моделі 1892. На початку 2012 року Winchester випустила лімітовану серію карабінів Large Loop в 4 калібрах: .44 Magnum, .357 Magnum, .44-40 (44 WCF) та .45 Colt.

## Winchester Модель 1892 з телешоуСтрілець

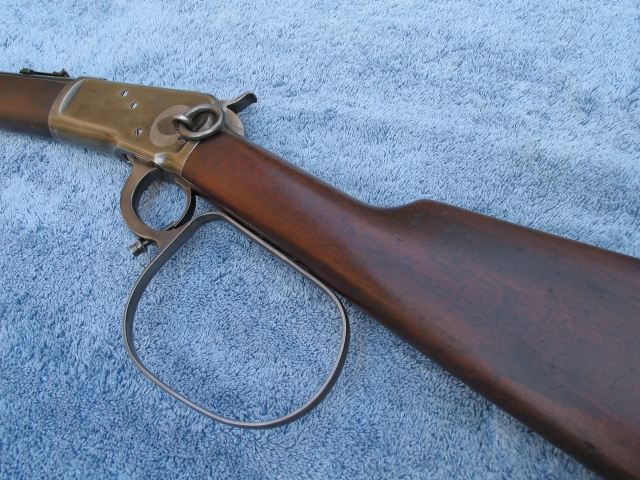
Великий важіль гвинтівки The Rifleman

В 1958 році, коли були популярні вестерни, на екрани вийшло телешоу Стрілець, в якому продюсери зробили спробу вирізнити своє шоу від чисельних шоу-вестернів того часу. Серед уловок шоу Стрілець була модифікована гвинтівка Winchester Модель 1892, яка отримала великий кільцевий важіль Конструкція важеля дозволяла герою перезаряджати гвинтівку обертаючи її навколо руки. Крім того, гвинт можна було розташувати таким чином, щоб натискати на спусковий гачок щоразу, коли герой натискає на важіль, що дозволяє вести швидкий вогонь; в результаті герой спорожнив магазин менше ніж за п'ять секунд під час перших титрів.
Гвинтовий штифт спускового гачка використовувався у двох конфігураціях: з головкою гвинта, повернутою всередину (близько до спускового гачка), або частіше зовні спускової скоби з контргайкою назовні (для фіксації її положення). У деяких епізодах гвинт видалявся, коли скорострільність не була потрібна. При правильному регулюванні гвинт натискав на курок, коли важіль був повністю закритий. Механізм швидкої стрільби спочатку був розроблений, щоб зірка шоу, Чак Коннорс, не проколов свій палець спусковим гачком, при швидкій перезарядці гвинтівки. Завдяки цій модифікації Коннорсу не потрібно було натискати на спусковий гачок для кожного пострілу.
Крім того гвинтівка з великою петлею пов'язана з Джоном Вейном, який використовував версію .44-40 Winchester '92 в багатьох фільмах. Winchester, Rossi Firearms, Chiappa Firearms, Henry Repeating Arms та Marlin Firearms випускали сучасні важільні гвинтівки зі збільшеними петлями (хоча версії Henry та Marlin не є копіями Winchester). 

## Mare's Leg

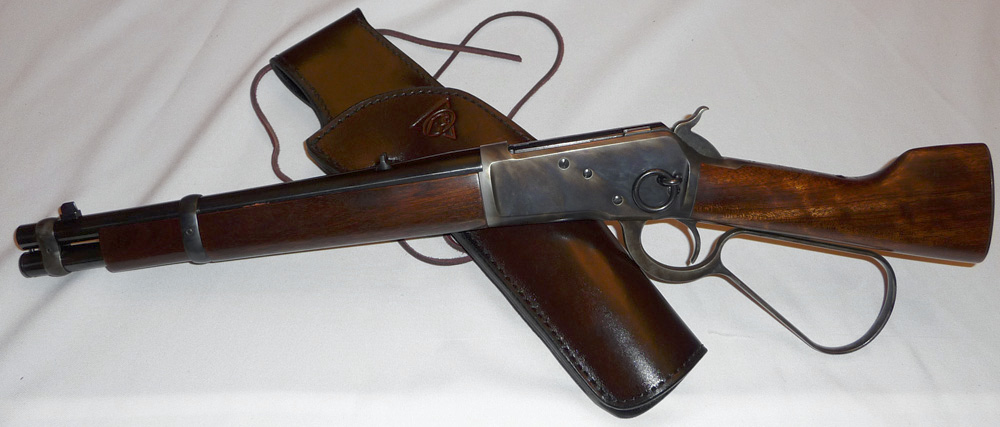
Пістолет та кобура Puma Bounty Hunter

Mare's Leg назва яку дали короткоствольній гвинтівці, яку переробив "Von Dutch" (Кенні Говард), для Стіва Макквіна, який знімався в телешою Розшукується: Живим або Мертвим (1958–1961). Тепер назву Mare's Leg використовують для позначення гвинтівки Winchester Модель 1892 (або сучасних копій) з коротким стволом та прикладом. Такі сучасні гвинтівки випускають Rossi, Chiappa та Henry Repeating Arms (хоча версія Henry не є копією Winchester). Їх вважають ручною зброєю, оскільки їх одразу випускають як ручну зброю і продають згідно законів про ручну зброю, а не як обрізані гвинтівки, щоб уникнути ускладнень з законом. Однак в Канаді, де заборонена класифікація ручна зброя, "Mares Leg" продають як короткоствольну гвинтівку, що не заборонено законом.

## Масова культура

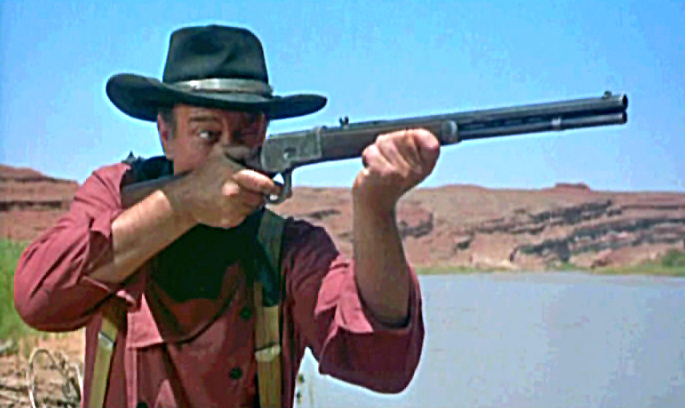
Джон Вейн цілиться з гвинтівки Модель 92 в фільмі Шукачі.

Хоча Модель 1892 з'явилася після епохи Дикого Заходу, а реальними "гвинтівками, які завоювали Захід" були Моделі 1866 та 1873, вона, тим не менш, стала іконою міфології Вестернів, з'явившись в тисячі фільмів та телешоу, заміняючи попередні моделі. Джон Вейн носив Модель 92 в десятку фільмів і мав кілька таких гвинтівок, деякі з характерним великим важелем "петля". Крім того Модель 92 можна побачити у Чака Коннорса в телешоу Стрілець та у Стіва Макквіна в фільмі Розшукується: Мертвим або Живим.
Голівуд закуповував Модель 92 у великій кількості оскільки вона була в серійному виробництві (до Другої світової), але гвинтівка була схожа на Old West Winchesters щоб замінити собою антикварні зразки, крім того вона могла стріляти набоями .44-40 та .38-40, як і револьвер Colt Single Action Army "Peacemaker", що давало змогу використовувати однакові холості набої. Саме так носили зброю ковбої, оскільки їм було зручно носити гвинтівку та револьвер під єдиний набій.